# Beowulf (film, 2007)
Beowulf är en amerikansk film från 2007, inspirerad av det engelska eposet Beowulf.

## Medverkande (i urval)
- Ray Winstone - Beowulf
- Anthony Hopkins - Kung Hrothgar
- John Malkovich - Unferth
- Robin Wright Penn - Drottning Wealtheow
- Brendan Gleeson - Wiglaf
- Crispin Glover - Grendel
- Alison Lohman - Ursula
- Angelina Jolie - Grendels mor
- Greg Ellis - Garmund
- Dominic Keating - Gamla Cain
- Rik Young - Eofor
- Charlotte Salt - Estrith
- Fredrik Hiller - Finn av Frisien